# Bosnia (región)
Bosnia (bosnio: Bosna; serbio cirílico: Босна, pron. [bɔ̂sna]) es una región geográfica e histórica en los Alpes Dináricos, se encuentra dentro de Bosnia y Herzegovina y administrativamente está dividida entre la Federación de Bosnia y Herzegovina y la República Srpska. 
Abarca aproximadamente el 80% del total del país en el norte, mientras que la otra región que lo compone, Herzegovina, se sitúa al sur. Muchas veces, Bosnia se utiliza de manera informal como un pars pro toto para referirse a todo el país. Las dos regiones han formado una entidad geopolítica desde tiempos medievales, y el nombre de Bosnia normalmente aparece en datos históricos y geopolíticos, refiriéndose a ambas regiones (Bosnia y Herzegovina). El uso oficial del nombre, incluyendo las dos regiones, no comenzó a emplearse hasta finales del dominio del Imperio otomano.

## Geografía
Bosnia se encuentra principalmente en los Alpes Dináricos, que marcan el borde sur de la llanura de Panonia, mientras que los ríos Sava y Drina marcan las fronteras del norte y del este. Por el suroeste, limita con la región histórica de Dalmacia.
Bosnia tiene superficie de unos 41 000 km², que representa alrededor del 80 % del territorio del actual Estado de Bosnia y Herzegovina. No existen fronteras reales entre Bosnia y la región de Herzegovina, que extraoficialmente se extiende al sur de la montaña Ivan (Ivan planina).

## Historia

Expansión del Reino de Bosnia.

Habitadas desde el siglo VII por un conglomerado heterogéneo de tribus, las diferentes áreas de la actual Bosnia formaron parte de los diferentes estados croatas, serbios y bosnios. De Administrando Imperio describe un pequeño Župa de Bosona (griego: χωρίον Βόσονα) que se situaba alrededor del río Bosna en tierras de las modernas Sarajevo y Visoko. El área se cree que fue previamente habitada por la tribu iliria de los daesitiates.
Con su primer gobernante conocido, Esteban de Bosnia, hacia 1080, la región se prolongó hasta el curso superior del río Bosna, el Vrbas y el Neretva. 
A finales del siglo XIV, bajo Tvrtko I de Bosnia, el Reino de Bosnia incluía la mayor parte del territorio de la actual Bosnia, y la mayor parte de lo que más tarde sería conocido como Herzegovina.
El reino perdió su independencia ante el Imperio otomano en 1463. La ciudad más occidental de Bosnia en el momento de la conquista era Jajce.
El Imperio otomano se expandió inicialmente en Bosnia y Herzegovina a través de un territorio llamado Bosansko Krajište. Este a su vez se transformó en el Sanjacado de Bosnia y el Sanjacado de Herzegovina después de 1462/1463. Cuando se formó el Eyalato de Bosnia en 1520, abarcaba ambas regiones, así como varias más adyacentes en el norte y el oeste. Finalmente, después de la Gran Guerra Turca, en el siglo XVIII, el eyalato llegó a abarcar gran parte del área equivalente a la actual Bosnia y Herzegovina.
En 1833, se escindió el Eyalato de Herzegovina, temporalmente bajo el gobierno de Ali-pasa Rizvanbegović. Después de la reforma administrativa de 1864, la provincia fue denominada Vilayato de Bosnia, que a su vez se convirtió en la Provincia imperial de Bosnia y Herzegovina tras su ocupación por el Imperio austrohúngaro en 1878. Desde entonces, ambas regiones han venido formando parte de la misma entidad política.

## Subregiones
- Bosanska Krajina, oeste.
- Birac, este.
- Posavina, norte.
- Semberija, noreste.